# Carmen Montenegro
Carmen Milagros Montenegro Martínez (* 5. Dezember 2000 in Panamá Oeste) ist eine panamaische Fußballspielerin.

## Karriere

### Klub
Derzeit ist sie beim Club Deportivo Universitario aktiv.

### Nationalmannschaft
Für die panamaische A-Nationalmannschaft kam sie am 10. April 2022 zu ihrem ersten bekannten Einsatz, wo sie in der Qualifikation für die CONCACAF W Championship 2022, bei einem 9:0-Sieg über Aruba zur 72. Minute für Kenia Rangel eingesetzt wurde. Bei der Endrunde des Turniers, war sie dann aber wohl nicht dabei. Im Februar 2023 ging es für sie mit ihrer Meisterschaft bei den Playoffs um einen Startplatz bei der WM 2023 weiter, wo sie in den beiden Partien jeweils zur Kurzeinsätzen kam. Nach der erfolgreichen erstmaligen Qualifikation ihrer Mannschaft für eine Weltmeisterschaft, gehörte sie dort dann auch mit zum Kader und kam in allen drei Gruppenspielen zumindest zu Kurzeinsätzen.